# Мидлтаун (Кентаки)
Мидлтаун (енгл. Middletown) град је у америчкој савезној држави Кентаки.

## Демографија
По попису из 2010. године број становника је 7.218, што је 1.474 (25,7%) становника више него 2000. године.
| Група             | 2000.         | 2010.         |
| Белци             | 5.138 (89,4%) | 6.146 (85,1%) |
| Афроамериканци    | 318 (5,5%)    | 514 (7,1%)    |
| Азијати           | 83 (1,4%)     | 205 (2,8%)    |
| Хиспаноамериканци | 86 (1,5%)     | 233 (3,2%)    |
| Укупно            | 5.744         | 7.218         |